# Persona Q: Shadow of the Labyrinth
Persona Q: Shadow of the Labyrinth (яп. ペルソナQ シャドウ オブ ザ ラビリンス Пэрусона Кю: Сядо: Обу Дза Рабиринсу) — ролевая игра для портативной консоли Nintendo 3DS, спин-офф от основной серии Shin Megami Tensei: Persona, разрабатываемая компанией Atlus. Отличается от основного сериала в первую очередь разработчиком — ответвлением занимается команда, ранее работавшая над другим JRPG-франчайзом Atlus, Etrian Odyssey.
Persona Q также является кроссовером, в игре участвуют основные персонажи из третьей и четвёртой части серии Persona. Atlus USA подтвердили, что игра является частью сюжетного канона сериала.

## Сюжет
История Persona Q разворачивается вокруг «Семи чудес школы Ясогами» — легенды о часовне, а точнее о бесконечном лабиринте, который открывается во время каждого школьного фестиваля. Согласно легенде, любой, кто услышит звон колокола часовни, умрёт. Однако всё действует немного по-другому: услышав звон колоколов, команда S.E.E.S. (герои Persona 3) телепортируется из входного зала Тартара прямо в альтернативную версию школы Ясогами, где встречает героев Persona 4, которые попали туда во время школьного фестиваля после конкурса переодеваний. Выясняется, что единственный способ выбраться знают только Зен и Рэй, которых группа встречает внутри. Всё осложняется тем, что и Зен, и Рэй были лишены воспоминаний.
В конце игры выясняется, что мир, в котором они все оказались, был создан Зеном, которая на самом деле является частью Хроноса. 12 лет назад он сопровождал душу скончавшейся от болезни девочки Нико, но не смог закончить своё дело, заинтересовавшись её чувствами. Для того, чтобы узнать о Нико как можно больше, Хронос создал копию школы Ясогами по воспоминаниям Нико, а после не смог умиротворить её душу и для спасения девочки стёр свои и её воспоминания, заодно дав себе и ей новые имена. Главные герои восстанавливают память Зена и Рэй, но случайно пробуждают ту часть Хроноса, которая желает исполнить свой долг. Герои побеждают Хроноса, чем позволяют душам Рэй и Зена упокоиться с миром.

## Геймплей
Игровой процесс Persona Q похож не столько на старые выпуски сериала, сколько на классический геймплей сериала Etrian Odyssey, создатели которого и работали над игрой. Игрок исследует бескрайние лабиринты в режиме от первого лица и сражается с Тенями в традиционном пошаговом бою, как в Persona 3 или Persona 4, но размер партии увеличен до пяти персонажей, которых можно выбирать из общей массы 20 доступных персонажей. Новые персонажи игры, Зен и Рэй, действуют как одна боевая единица — Зен осуществляет физические атаки, в то время как Рей фокусируется на лечебных умениях.
Игроку даётся выбор, чью сторону принять и за кого играть — протагониста Persona 3 и команды S.E.E.S. или же главного героя Persona 4 и его друзей. В зависимости от выбора игрока диалоги, сцены и развитие сюжета будет изменяться, но отличия не затрагивают ключевые детали игры. В бою доступны практически все персонажи, кроме Рисэ Кудзикавы и Фууки Ямагиси, которые исполняют роль персонажей поддержки. Менять партию игрок может только вне лабиринта, но по своему вкусу. В отличие от предыдущих игр серии Persona, игра не заканчивается смертью одного из протагонистов, если только не выбрать самый высокий уровень сложности.
Каждый персонаж, помимо своей Персоны, владеет так называемой «суб-Персоной», что в плане истории объясняется встречей двух протагонистов. Эти суб-Персоны можно закрепить за другими персонажами, предварительно получив их в качестве награды за успешные битвы. Система суб-Персон была создана с целью расширить тактические возможности каждого из персонажей и направлена на создание уникальных систем умений для каждого из персонажей. Экипировав суб-Персон, игрок может получать дополнительные возможности на поле боя, а также добывать бонусы для всей команды. В отличие от предыдущих игр Persona, игрок вправе сам распределять очки умений после получения нового уровня для открытия новых умений.
В Shadow of the Labyrinth так же была представлена новая система «бустов», которая, как и известная ранее система ONE MORE, сфокусирована на поражении слабостей противников. Когда игрок наносит критический урон противнику или ударяет по его слабости, он может обнулить «стоимость» применённого умения или увеличить возможность применения совместной атаки. Статус «буста» теряется, если персонаж получает урон или промахивается следующей атакой.

## Разработка
Persona Q: Shadow of the Labyrinth была анонсирована 24 ноября 2013 года.

## Отзывы
| Сводный рейтинг | Сводный рейтинг |
| Агрегатор       | Оценка          |
| --------------- | --------------- |
| GameRankings    | 83,68 %         |